# 송원중학교
송원중학교(松園中學校)는 대한민국 경기도 수원시 장안구 송죽동에 있는 공립 중학교이다.

## 학교 연혁
- 1984년 1월 16일 : 송원여자중학교 설립 인가
- 1984년 3월 1일 : 초대 박용은 교장 취임
- 1984년 3월 5일 : 개교 및 입학식(10학급)
- 1987년 2월 13일 : 제1회 졸업식(10학급 689명)
- 1991년 12월 14일 : 본관 7개 교실 증축
- 2002년 2월 14일 : 솔뜰 체육관 개관
- 2006년 3월 1일 : 『송원중학교』 로 명칭 변경
- 2006년 3월 1일 : 24학급 편성(1학년 10학급, 2학년 7학급, 3학년 7학급)
- 2021년 3월 1일 : 제16대 섭영민 교장 취임
- 2024년 3월 1일 : 12학급 편성(1학년 5학급, 2학년 4학급, 3학년 3학급)

## 참고 자료
- 송원중학교 - 한국교육학술정보원 학교알리미